# 長靴フェティシズム
長靴フェティシズム（ながぐつフェティシズム、Rain Boots fetishism）とは、異性の長靴姿、もしくは異性向けの長靴そのものに性的興奮をおぼえる性的フェティシズムを指す。ブーツフェティシズムの一種だが、雨天（雪も含む）用の長靴に特に強い関心を示す。日本では、「長靴フェチ」と呼ばれる事が多い。

## 概要
主に女性が履く長靴に対する男性の性的フェティシズムであるが、海外では「長靴姿の女性」を愛する女性の長靴フェチも多く、レズビアン同士がお互いの足に履かれた長靴を抱きしめ頬擦りやキスをしたり、長靴の表面を愛撫する行為を好んだり、
他のフェティシズムと同様、嗜好内容は多種多様である。欧米では「wellie girl（長靴女、ゴム長娘）」という性嗜好のジャンルが成立している。

## 嗜好の具体例
形状に対する嗜好
長靴にはさまざまな形状があるが、おおまかな特徴としては、海外では膝下丈のロングタイプが好まれる場合が多く、日本においては、昭和時代から国内で長きにわたり生産されてきた前ボタンのゴム長靴に強い関心を示す人たちが欧米より多い。
ただ、嗜好には個人の思い入れが強く、長靴の長さもセミロング（サイズより丈がやや長め）か膝下までのロングが良いか、飾り（紐、ベルト、ブローチ、ロングブーツのようなジッパー等）の有無、ヒールの高さなど個人による嗜好も種々である。
素材・光沢に対する嗜好
表面をエナメル塗装したゴムの長靴あるいは塩化ビニール（PVC）の長靴（ビニール長靴）を好む場合が一般的だが、レザー・合成皮革にエナメル加工した婦人用ロングブーツに近い形をしたレインブーツ（従来の長靴と区別してこう呼ばれる場合あり）も好まれる。長靴フェチの人々には、エナメルが施された長靴やレインブーツのツルツル、ピカピカの表面に欲情を抱くケースがある。
聴覚的な要素に対する嗜好
長靴で歩く時または長靴の表面同士が擦れ合った時の「キュッキュッ」という音（rainboots squeak）に惹かれるという愛好家が存在する。
色に対する嗜好
ロングブーツにおいては黒や茶が主だが、女性用長靴やエナメルレインブーツでは、赤・白・黄・ピンクといった（白を別にすると、他は普通のロングブーツでは楽しむことのできない）鮮やかな原色が魅力だと言う長靴フェチの人々も多い。
（参考文献：『性的倒錯』『靴フェティシズム』『フェティッシュ・ファッション』『性科学XYZ』『スクリーンの夢魔』（渋澤龍彦）、『Unusual Sex Practices』より）

## 長靴フェチを扱った作品
- 小説『青い旋律』（梶山季之） - 女性用のゴム長靴と女装レズ
- 小説『秘密診察室』（館淳一）1990年 - 女医や看護婦[6]たちがつるつるした白いゴムの白衣や長靴[7]でマゾの患者を診察する。
- 小説『月光のイドラ』（野阿梓）中央公論社（C★NOVELS）1996年 - 体にフィットしたラバーの服[8]（腋窩と腹部はゴム生地が無く、脇の下もおへそも丸出し）に踵の高い女物のエナメル長靴を履いた女のような美少年
- 劇画『雨靴物語』（上村一夫）東京三世社 （「SMセレクト」連載 ） 1971年  - 長靴フェチの女子高生が、大好きなピカピカのゴム長靴を履いて感じてしまう。『上村一夫 美女解体新書』（ 国書刊行会、2015年）にも収録。
- 漫画『お元気クリニック』（乾はるか） - 「長靴屋」というゴムマニアの長靴女王様がプレイするSMクラブ